# Dithella javana
Espèce
Synonymes
- Chthonius javanus Tullgren, 1912
- Compsaditha javana Chamberlin, 1929

Dithella javana est une espèce de pseudoscorpions de la famille des Tridenchthoniidae.

## Distribution
Cette espèce est endémique de Java aux Indonésie. Elle se rencontre vers Banyuwangi.

## Description
La femelle décrite par Chamberlin et Chamberlin en 1945 mesure 1,01 mm.

## Étymologie
Son nom d'espèce lui a été donné en référence au lieu de sa découverte, Java.

## Publication originale
- Tullgren, 1912 : Vier Chelonethiden-Arten auf einem Javanischen Käfer gefunden. Notes from the Leyden Museum, vol. 34, p. 268-270.